# Donja Misoča
Donja Misoča är en ort i Bosnien och Hercegovina.   Den ligger i entiteten Federationen Bosnien och Hercegovina, i den centrala delen av landet, 13 km norr om huvudstaden Sarajevo. Donja Misoča ligger 482 meter över havet och antalet invånare är 451.
Terrängen runt Donja Misoča är huvudsakligen kuperad. Donja Misoča ligger nere i en dal. Runt Donja Misoča är det ganska tätbefolkat, med 93 invånare per kvadratkilometer.. Närmaste större samhälle är Sarajevo, 13,2 km söder om Donja Misoča. 
I omgivningarna runt Donja Misoča växer i huvudsak lövfällande lövskog.